# Ranunculus transtibiscensis
Ranunculus transtibiscensis är en ranunkelväxtart som beskrevs av Sóo. Ranunculus transtibiscensis ingår i släktet ranunkler, och familjen ranunkelväxter. Inga underarter finns listade i Catalogue of Life.